# Julie Harris

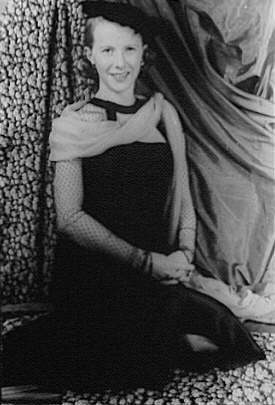
Julie Harris im Jahr 1952 als Sally Bowles in Ich bin eine Kamera

Julia Ann „Julie“ Harris (* 2. Dezember 1925 in Grosse Pointe Park, Wayne County, Michigan; † 24. August 2013 in West Chatham, Massachusetts) war eine US-amerikanische Schauspielerin bei Film, Fernsehen und Theater. Im Laufe ihrer Karriere wurde die renommierte Darstellerin unter anderem mit fünf Tony Awards, drei Emmy Awards und dem Kennedy-Preis geehrt.

## Leben
Als Tochter eines Bankiers erlernte Julie Harris ihr Handwerk auf der renommierten Yale Drama School. Harris war die erste Frau, die für diese Schule ein Stipendium erhielt (die zweite war ihre spätere Schauspielkollegin und Freundin Joan Van Ark). Außerdem besuchte sie das Actors Studio und gehörte zu der Generation von Schauspielern, die von Lee Strasberg das Method Acting erlernten.
Nachdem sie ihre Schauspielausbildung mit Bravour beendet hatte, war es für Julie Harris nicht besonders schwer, an Engagements zu kommen – war sie in Fachkreisen als äußerst talentiert, wandelbar und energisch bekannt. Überdies interpretierte sie ihre Rollen-Profile, egal ob es sich um tragende oder kleinere Rollen handelte, subtil und stets mit „Tiefgang“. Der Broadway wurde auf die zierliche Schauspielerin aufmerksam – und so debütierte sie hier 1945 als 19-Jährige in dem Stück It’s A Gift (Das Haus in Montevideo) von Curt Goetz.
Sieben Jahre später gab sie ihr Leinwand-Debüt im Film The Member of the Wedding (deutscher Titel „Das Mädchen Frankie“), eine Rolle, die sie bereits kurz zuvor am Broadway gespielt hatte. Hier verkörperte die 27-jährige ein 12-jähriges Mädchen. Die 50er Jahre bedeuteten einen Karriere-Schub, wurde sie 1955 doch als Hauptrolle in Jenseits von Eden von Regisseur Elia Kazan neben James Dean besetzt – und durch ihre Rolle als einfühlsame „Abra“ weltberühmt.
Weitere Kinofilme mit Kultstatus folgten und bestärkten ihren Ruf als wandelbare und vielfältig einsetzbare Schauspielerin des „großen“ Kinos der 1950er, 60er und 70er Jahre nachhaltig. So wirkte sie in den Filmen Die Faust im Gesicht, Bis das Blut gefriert, Spiegelbild im goldenen Auge neben Marlon Brando und Elizabeth Taylor, Bullen – Wie lange wollt ihr leben?, Die Zuflucht oder Reise der Verdammten neben Maria Schell und Oskar Werner mit.
Im Fernsehen konnte man Harris unter anderem in Serien wie Columbo, Weißes Haus, Hintereingang, Unter der Sonne Kaliforniens und in diversen Fernsehfilmen sehen.
Trotz aller Film- und Fernsehrollen blieb Julie Harris ihrer Leidenschaft als Theaterschauspielerin treu und trat nebenbei immer wieder am Broadway auf. Hier konnte man sie unter anderem als Jeanne d’Arc oder auch als Sängerin im Musical Skyscraper sehen.
Nach einer längeren Schauspiel-Abstinenz, die durch einen Schlaganfall im Jahr 2001 hervorgerufen worden war, trat Julie Harris erstmals 2006 wieder in dem Film The Way Back Home auf. 2008 spielte sie mit in „The Golden Boys“. Nachdem sie 2010 einen zweiten Schlaganfall erlitten hatte, zog sie sich von der Schauspielerei zurück.

## Familie
Julie Harris war dreimal verheiratet – mit Walter Carroll, Manning Gurian und mit Jay Julian. Alle drei Ehen wurden geschieden, aus der zweiten Ehe ging ein Sohn hervor.

## Filmografie (Auswahl)
- 1952: Das Mädchen Frankie (The Member of the Wedding)
- 1955: I Am a Camera
- 1955: Jenseits von Eden (East of Eden)
- 1956: The Good Fairy (Fernsehfilm)
- 1957: The Lark (Fernsehfilm)
- 1957: The Truth About Women
- 1958: Little Moon of Alban (Fernsehfilm)
- 1958: Johnny Belinda (Fernsehfilm)
- 1958: Sally’s Irish Rogue
- 1961: The Power and the Glory (Fernsehfilm)
- 1961: Victoria Regina (Fernsehfilm)
- 1962: Die Faust im Gesicht (Requiem for a Heavyweight)
- 1963: Pygmalion (Fernsehfilm)
- 1963: Bis das Blut gefriert (The Haunting)
- 1964: Hamlet
- 1964: Little Moon of Alban II (Fernsehfilm)
- 1965: The Holy Terror (Fernsehfilm)
- 1966: Ein Fall für Harper (Harper)
- 1966: Big Boy, jetzt wirst Du ein Mann! (You're a Big Boy Now)
- 1967: Anastasia (Fernsehfilm)
- 1967: Spiegelbild im goldenen Auge (Reflections in a Golden Eye)
- 1967–1968: Tarzan (Fernsehserie, vier Episoden)
- 1968: Bonanza Der Traum vom Glück (Fernsehserie)
- 1968: Bullen – Wie lange wollt ihr leben? (The Split)
- 1970: House on Greenapple Road (Fernsehfilm)
- 1970: The People Next Door
- 1970: How Awful About Allan (Fernsehfilm)
- 1972: Unter Mordverdacht (Home for the Holidays, Fernsehfilm)
- 1973: Thicker Than Water (Fernsehserie)
- 1973: Columbo: Wein ist dicker als Blut (Any Old Port in a Storm)
- 1975: Die Zuflucht (The Hiding Place)
- 1975: The Family Holvak (Fernsehserie)
- 1976: The Belle of Amherst (Fernsehfilm)
- 1976: Reise der Verdammten (Voyage of the Damned)
- 1976: The Last of Mrs. Lincoln (Fernsehfilm)
- 1978: Stubby Pringle's Christmas (Fernsehfilm)
- 1979: Weißes Haus, Hintereingang (Backstairs at the White House, Miniserie)
- 1979: The Bell Jar
- 1979: The Gift (Fernsehfilm)
- 1980–1987: Unter der Sonne Kaliforniens (Knots Landing, Fernsehserie, 165 Episoden)
- 1983: Brontë
- 1985: Die Killer-Akademie (Crimewave)
- 1986: Die Roboter kommen (Annihilator, Fernsehfilm)
- 1988: König ihres Herzens (The Woman He Loved, Fernsehfilm)
- 1988: Gorillas im Nebel (Gorillas in the Mist)
- 1988: Eine tödliche Affäre (Too Good to Be True, Fernsehfilm)
- 1988: The Christmas Wife (Fernsehfilm)
- 1989: Single Women Married Men (Fernsehfilm)
- 1990: Der Amerikanische Bürgerkrieg (The Civil War, Dokumentarfilmserie, neun Episoden)
- 1992: Housesitter – Lügen haben schöne Beine (HouseSitter)
- 1993: Schulfahrt ohne Wiederkehr (They've Taken Our Children: The Chowchilla Kidnapping, Fernsehfilm)
- 1993: Stark – The Dark Half (The Dark Half)
- 1993: When Love Kills: The Seduction of John Hearn (Fernsehfilm)
- 1994: Scarlett (Miniserie, vier Episoden)
- 1994: Eine Weihnacht (One Christmas, Fernsehfilm)
- 1995: Lucifer’s Child (Fernsehfilm)
- 1995: Secrets (Fernsehfilm)
- 1996: Acts of Love – In den Fängen der Sinnlichkeit (Carried Away)
- 1996: Der Weihnachtsbaum (Fernsehfilm)
- 1996: Little Surprises (Kurzfilm)
- 1997: Kleine Lügen unter Freunden (Bad Manners)
- 1997: Ellen Foster – Ein Kind kämpft um sein Glück (Ellen Foster, Fernsehfilm)
- 1998: Passaggio per il paradiso
- 1999: Eine Liebe auf ewig (Love Is Strange, Fernsehfilm)
- 1999: The First of May
- 2006: The Way Back Home
- 2008: The Golden Boys
- 2009: The Lightkeepers

## Auszeichnungen

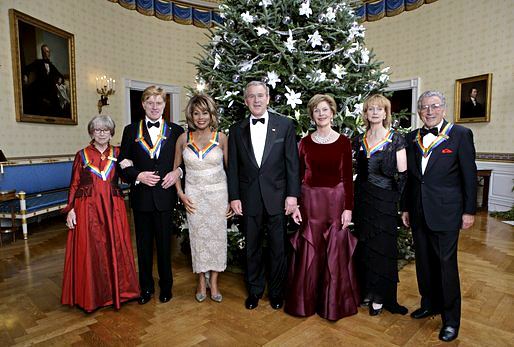
George W. und Laura Bush mit den Kennedy-Preisträgern des Jahres 2005 (v. l. n. r.): Julie Harris, Robert Redford, Tina Turner, Suzanne Farrell, Tony Bennett

Im Laufe ihrer Karriere erhielt Julie Harris zahlreiche Preise und Schauspiel-Auszeichnungen. Bereits ihr Mitwirken im Film Das Mädchen Frankie verhalf ihr bei der Oscarverleihung 1953 zu einer Nominierung in der Kategorie Beste Hauptdarstellerin.
Harris erhielt fünfmal den Tony Award, die höchste Auszeichnung für Theaterschauspieler. Außerdem hält sie den Rekord für die meisten Tony-Award-Nominierungen (10).
Tony Awards
- 1952: I Am A Camera
- 1956: The Lark
- 1969: Forty Carats
- 1973: The Last of Mrs. Lincoln
- 1977: The Belle of Amherst

Harris erhielt dreimal den Emmy Award und wurde für diesen insgesamt elf Mal nominiert.
Emmy Awards
- 1959: Hallmark Hall of Fame
- 1962: Victoria Regina
- 2000: Not for Ourselves Alone: The Story of Elizabeth Cady Stanton & Susan B. Anthony

Daneben wurde sie 1966 mit dem Sarah Siddons Award für ihre Arbeit im Chicagoer Theater ausgezeichnet. 1994 wurde sie vom National Endowment for the Arts mit dem Preis für ihr Lebenswerk ausgezeichnet. 2005 erhielt Harris den Kennedy-Preis.